# Commelina orchidophylla
Commelina orchidophylla е вид тревисто растение от семейство Commelinaceae. Видът е световно застрашен, със статут Уязвим.

## Разпространен
Видът е разпространен в южно-централна Африка (понастоящем само в Демократична република Конго). Среща се в гористи местности, особено по скали и на пясък на надморска височина от 1050 до 1500 метра.